# لسلی وایت

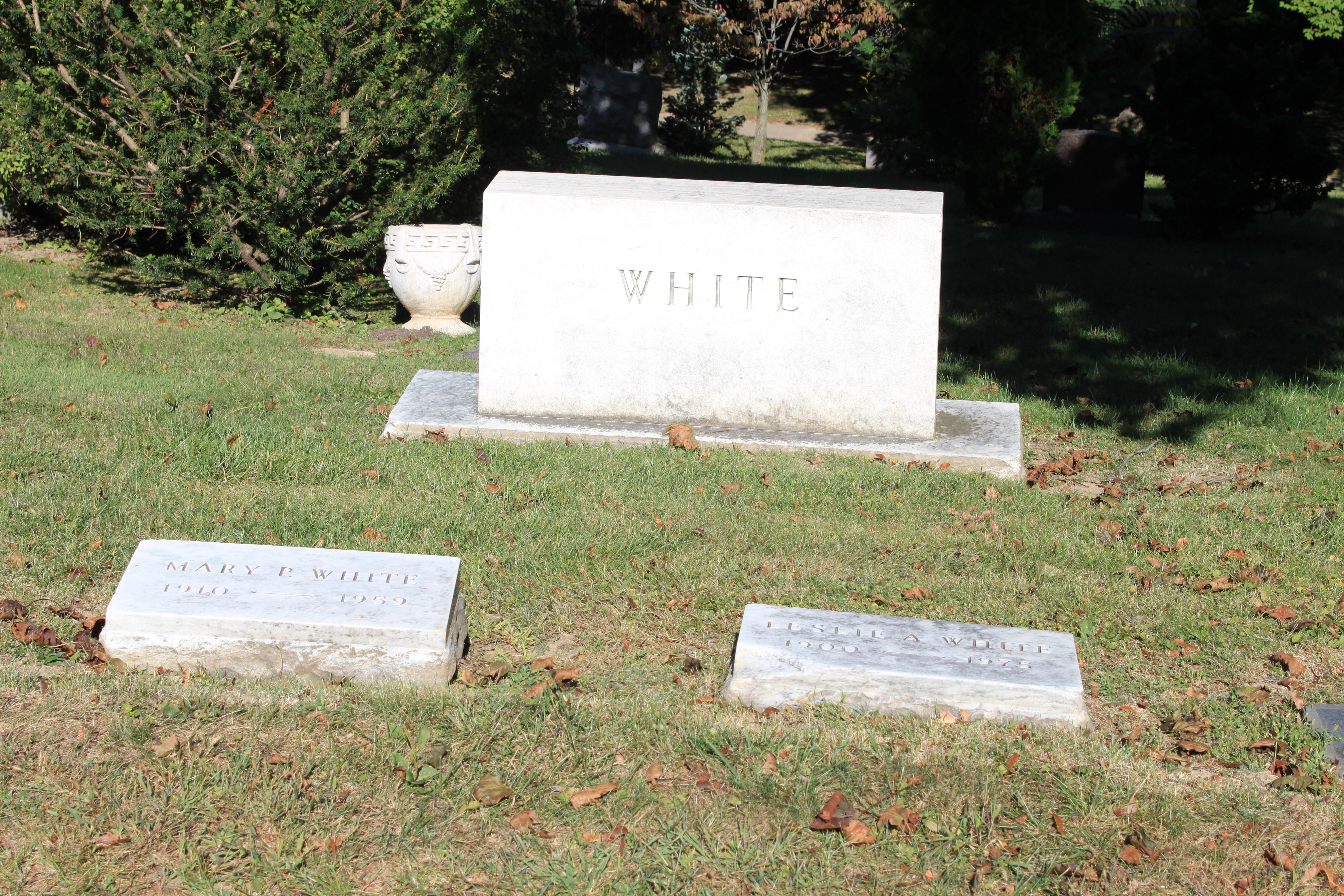
نمایی از سنگ‌مزار لسلی وایت، انسان‌شناس آمریکایی - ۲۰۱۰

لسلی وایت (انگلیسی: Leslie White; ۱۹ ژانویهٔ ۱۹۰۰ – ۳۱ مارس ۱۹۷۵)، یک انسان‌شناس اهل ایالات متحده آمریکا بود. وی به خاطر دفاع از نظریات تکامل فرهنگی و تکامل فرهنگی-اجتماعی و همچنین تلاش‌هایش برای ایجاد دپارتمان انسان‌شناسی در دانشگاه میشیگان مشهور است. وی رئیس انجمن انسان‌شناسی آمریکا در سال ۱۹۶۴ بود.
او در کالج تعدادی از دوره‌های علوم دینی را گذراند و استعداد خود را در داستان‌سرایی به کار گرفت. وایت دارای پس زمینه ایمان غنی به مسیحیت است. پدرش، کشیش لوتری و مربی زندگی، تأثیر زیادی در زندگی ایمانی او داشت. او از سنین پایین در کلیسا خدمت کرده‌است.

## نظر در مورد دوزخ در مسیحیت
وایت در مقاله ای تحت عنوان بر اساس کتاب مقدس چه کسی به جهنم خواهد رفت؟ نوشته‌است، 
دوزخ بارها در کتاب مقدس ذکر شده‌است، از جمله در متی ۸:۱۲، که می‌گوید: «بچه‌های پادشاهی به تاریکی رانده خواهند شد، جایی که در آنجا گریه و دندان قروچه خواهد بود.» در تسالونیکیان ۱:۹ به جهنم نیز اشاره شده‌است که می‌گوید: «اینها مجازات تباهی ابدی را خواهند پرداخت، جدا از حضور خداوند، و از جلال قدرت او.» جهنم همچنین در مکاشفه ۱۴:۱۱ به تفصیل توصیف شده‌است که می‌گوید: «دود آتشی که آنها را عذاب می‌دهد تا ابد بلند خواهد شد و هیچ آسایشی در روز و شب برای کسانی که هیولا یا تصویر آن را می‌پرستند یا علامت نام آن را می‌پذیرند، نخواهد بود .» از این توصیفات جهنم در کتاب مقدس، می‌دانیم که این جهنم محل قضاوت نهایی و محل درد و رنج است. یوحنا ۳:۱۸ به زبان ساده توضیح می‌دهد که چه کسی به بهشت و چه کسی به جهنم خواهد رفت. این آیه می‌گوید: «هر که به او (عیسی) ایمان بیاورد محکوم نمی‌شود، اما هر که ایمان نیاورد قبلاً محکوم شده‌است، زیرا به نام پسر یگانه خدا ایمان نیاورده‌اند.» در نهایت، کسانی که به نام عیسی ایمان ندارند به جهنم خواهند رفت. یک تصور غلط رایج وجود دارد که عیسی دربارهٔ جهنم صحبت نکرده‌است که کاملاً نادرست است. عیسی بیش از هر کس دیگری در کتاب مقدس دربارهٔ جهنم صحبت کرد. در واقع، عیسی بیشتر از اینکه در مورد بهشت صحبت کند، دربارهٔ جهنم صحبت کرده‌است. همچنین این تصور وجود دارد که خدا فقط در عهد عتیق در مورد جهنم صحبت کرده‌است، اما در عهد جدید نه، زیرا عهد جدید بشارت است. وقت آن است که کتاب مقدس خود را باز کنیم. عیسی دربارهٔ عشق و شفقت صحبت کرد، اما این بدان معنا نیست که او به جهنم نپرداخته‌است. جهنم جایی نیست که خدا وقتی از دست شما ناراحت است شما را به آنجا بفرستد. همچنین یک تصور غلط رایج وجود دارد که خدا مردم را به جهنم می‌فرستد. این اشتباه است. مردم وقتی مسیح را رد می‌کنند، خود را به جهنم می‌فرستند. بله، کسانی که عیسی را نپذیرند به جهنم خواهند رفت، اما این به انتخاب خودشان است.